# O-fuda

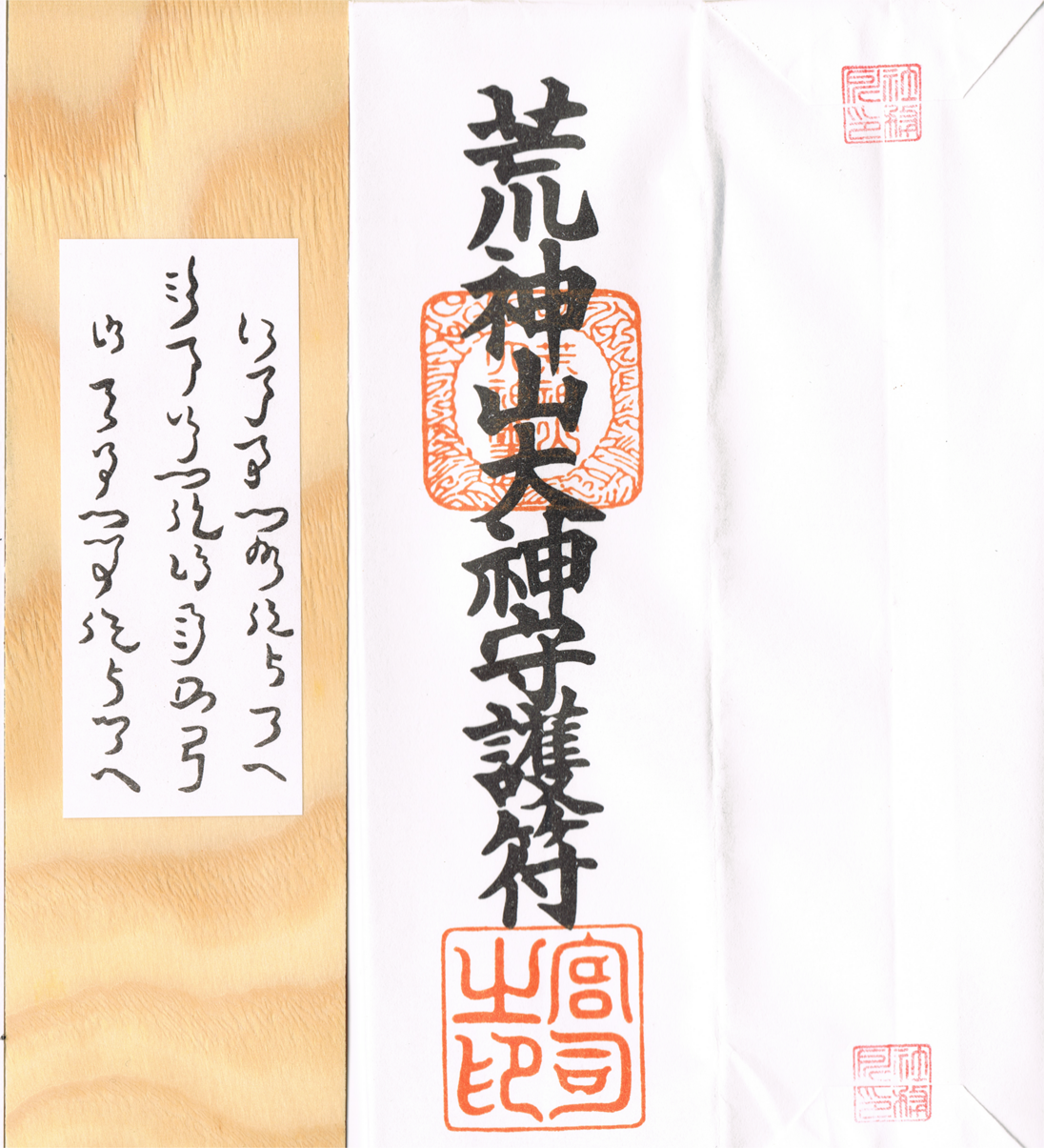
O-fuda

O-fuda (jap. 御札 lub お札) – w Japonii amulet z imieniem opiekuńczego bóstwa, przynoszony z chramu sintoistycznego lub świątyni buddyjskiej i ustawiany na ołtarzyku domowym (kamidana). Wykonany z cienkiego kawałka drewna lub papieru, zawiera stempel macierzystej świątyni wraz z wykaligrafowaną jej nazwą i imieniem bóstwa.